# Guglielmo Ebreo da Pesaro
Guglielmo Ebreo da Pesaro, ribattezzato Giovanni Ambrosio dopo la sua conversione al cattolicesimo (Pesaro, 1420 circa – ...), è stato un coreografo, danzatore e compositore italiano.

## Biografia
Fu allievo di Domenico da Piacenza (il primo maestro di danza che abbia lasciato un trattato, il De arte saltandi et choreas ducendi)  e operò non solo per diffondere la nuova arte della danza di corte, ma soprattutto per portare a compimento quel processo di sublimazione dei gesti e delle posture che sarebbe diventato il tratto distintivo della danza aulica europea dei due secoli seguenti.
Guglielmo, infatti, fu estensore di un importante trattato dell'arte del ballo, il De pratica seu arte tripudii vulgare opusculum, che circolò presso quasi tutte le corti della penisola in diverse redazioni manoscritte, personalizzate a seconda dei committenti. Tra le varie descrizioni che vi sono contenute, si trovano la Piva (il più antico dei balli derivati dal nome di uno strumento agreste, la cornamusa o pipa) e il Salterello (passo popolare in metro ternario, allegro e saltato); il Passo doppio, in tempo quaternario, e la Bassa danza nobile e misurata, dall'incedere solenne e lento, che resta espressione tipica e confinata nel XV secolo.
Nelle mani di Guglielmo, che per un certo periodo fu in contatto con la corte di Lorenzo de' Medici, presso la quale già lavorava il fratello Giuseppe Ebreo, la danza divenne simbolo della divina armonia cosmica, idea quasi certamente mutuata dai dettami della filosofia neoplatonica del circolo ficiniano. Ne è un esempio il Balletto in due, di cui si trova traccia nel Trattato De pratica seu arte tripudii vulgare opusculum sopracitato.
L'ordine e la concordia, che teoricamente regnano nella corte, si traducono in un tipo di danza, il Ballo Amoroso le cui movenze, sempre misurate, regolate e controllate dalla tecnica, sono garanzia di dignità e prestigio.
Convinto dall'amico mecenate Alessandro Sforza, uomo notoriamente molto religioso e pio, e spinto forse dall'opportunità politica di poter accedere alla dignità di cavaliere, Guglielmo fra il 1463 e il 1465 si converte al Cristianesimo e viene battezzato col nome di Giovanni Ambrosio. In onore di Ginevra, figlia di Alessandro Sforza, Guglielmo compose Bassadanza in due.
Insignito in seguito del titolo dello Speron d'Oro, come il suo maestro e predecessore Domenico, riceve ulteriore legittimità nella sua arte di maestro di ballare.
Nel 1465 ritorna a Milano, dove cura i festeggiamenti per le nozze di Eleonora d'Aragona e del duca di Bari.
Dopo una vita di successi e di soddisfazioni artistiche, termina la sua fulgida carriera presso la corte urbinate dei Montefeltro. E qui probabilmente muore, forse nel 1484, non prima però di aver trasmesso i segreti del mestiere al figlio, quel Pier Paolo cui si riferisce Baldassarre Castiglione nel suo Libro del Cortegiano portandolo come esempio negativo di ballerino professionista.

## L'opera del maestro
Nel De pratica..., Guglielmo scrive:
Egli teorizza sei regole base della danza:
- misura
- memoria
- partire del terreno
- aiere
- maniera
- movimento corporeo.

Ma nel Trattato non vi sono soltanto consigli sull'esecuzione tecnica (geometrica della danza: vi sono anche dei suggerimenti sulle regole musicali e "comporre de' balli": i musicisti che volevano cimentarsi nell'arte della composizione dovevano avere bene in mente che "il tinore o vero il suono, sia aieroso, e perfetta misura abbia, et buono tono".
Solo così il ballo potrà essere in grado di "porgere diletto e piaciere ai circunstanti et a chi di tale arte si diletta; e sopra tutto che piaccia alle donne".